# Tino di Moscona
Pour les articles homonymes, voir Tino.
Le Tino di Moscona est une fortification  située au nord-est de la municipalité de Grosseto, en Toscane.

## Description
Elle se trouve au sommet de la colline homonyme, et domine le site archéologique de Roselle, une ville étrusque-romaine. C'est une imposante fortification de plan circulaire, avec des murs en pierre ; on y accède par deux portes d'entrée séparées. Dans la zone délimitée par les murs, un compartiment souterrain et les vestiges d'une ancienne citerne de l'époque romaine ont été bien conservés, tandis que les vestiges d'une colonie médiévale sont visibles sur le côté est de la fortification. Dans cette zone, des trouvailles villanoviennes ont également été mises au jour, parmi lesquelles se distinguent des objets d'orfèvrerie conservés dans des vases cinéraires.

## Histoire
Au Moyen Âge, les imposants murs circulaires et les bâtiments adjacents ont été construits, dont il reste quelques vestiges. La fortification constitua un ouvrage stratégique, à la suite des invasions barbares répétées auxquelles la ville sous-jacente de Roselle fut soumise au début de la période médiévale .
Le complexe a continué à être habité même après la fondation de Grosseto. La ville de Grosseto devait être reconstruite à cet endroit après l'abandon complet de Roselle ; cependant, ce projet étudié par les Aldobrandeschi n'a jamais été achevé, car les Siennois ont réussi à conquérir la colonie fortifiée qui, jusque-là, semblait plus sûre que la ville de Grosseto.
Après le siège réussi des Siennois, le Tino di Moscona a été progressivement abandonné et a subi une très longue période de détérioration, qui n'a pris fin qu'avec les récentes restaurations, achevées en 2005, qui ont ramené les vestiges de l'ancienne fortification à son ancienne gloire.